# Perigrapha sellingi
Perigrapha sellingi is een vlinder uit de familie uilen (Noctuidae). De wetenschappelijke naam is voor het eerst geldig gepubliceerd in 1996 door Fibiger, Hacker & Moberg.
De soort komt voor in Europa.